# Vigodarzere
Vigodarzere – miejscowość i gmina we Włoszech, w regionie Wenecja Euganejska, w prowincji Padwa.
Według danych na rok 2004 gminę zamieszkiwało 11 737 osób, 617,7 os./km².